# Großvenediger
El Großvenediger o Grossvenediger (lit., el 'Gran Veneciano') es una destacada montaña de los Alpes austriacos, el pico principal del Grupo Venediger, parte de la cordillera del Hohe Tauern, en la frontera de los estados  de Tirol (Tirol Oriental) y Salzburgo. En general se considera que es la cuarta montaña más alta del país (aunque puede ser la decimosexta si se cuentan todas las cumbres subsidiarias). La cumbre, cubierta por glaciares, forma parte del parque nacional Hohe Tauern.
Conocido originalmente como Stützerkopf, el nombre Großvenediger  se registró por primera vez en una encuesta fronteriza de 1797. El origen de este nombre no está claro, probablemente deriva de los comerciantes venecianos en su camino a través de los pasos de montaña. Una teoría alternativa es que la vista desde la cima puede llegar hasta Venecia, a unos 200 km, sin embargo, esto no está de acuerdo con los hechos. 
El autor y alpinista Ignaz von Kürsinger (1795-1861), uno de los primeros escaladores del Großvenediger en 1840, acuñó el epíteto weltalte Majestät ( Majestad mundial). 

## Historia de la escalada

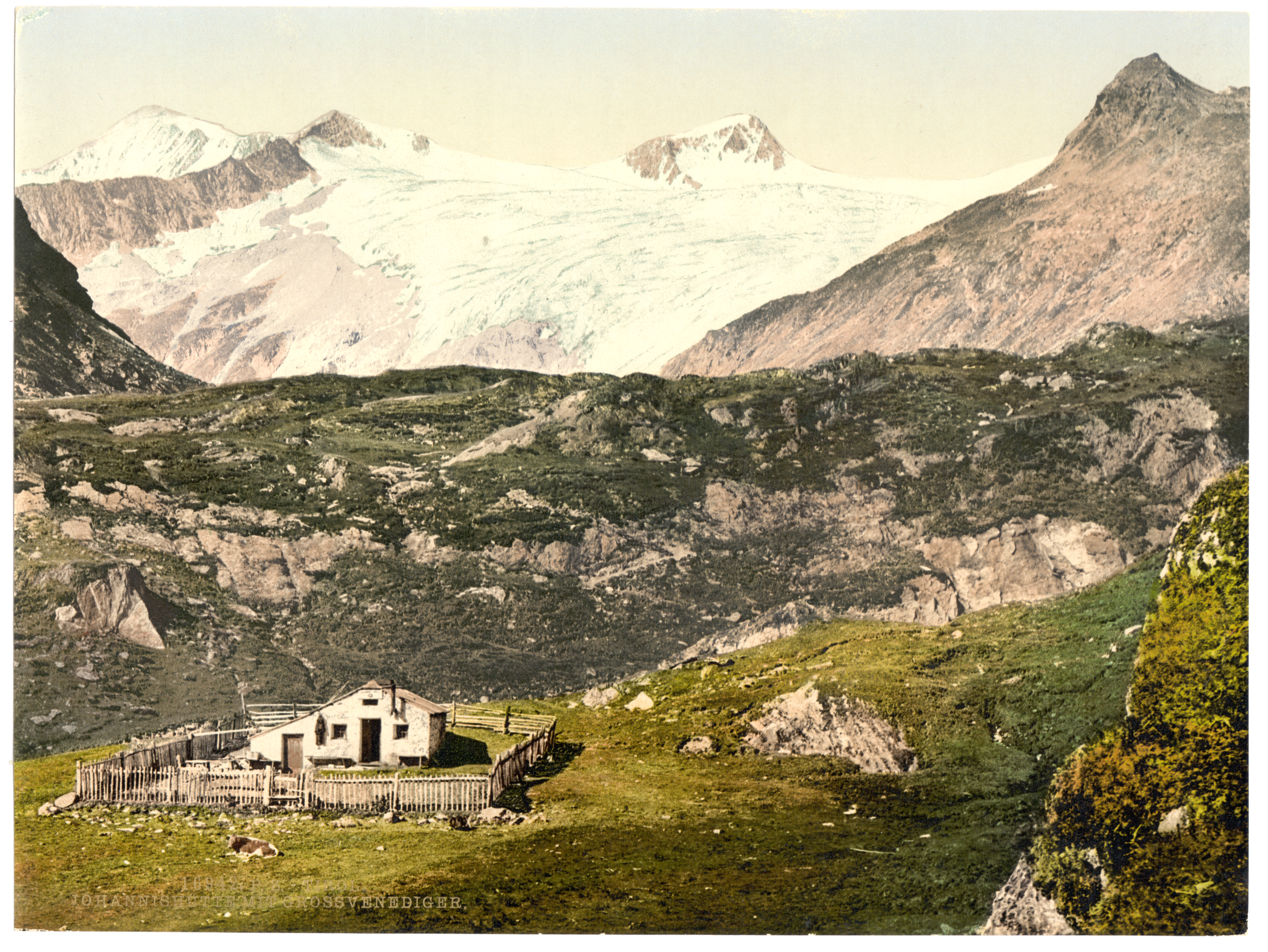
Johannishütte con el Großvenediger, impresión fotocromática, c. mil novecientos

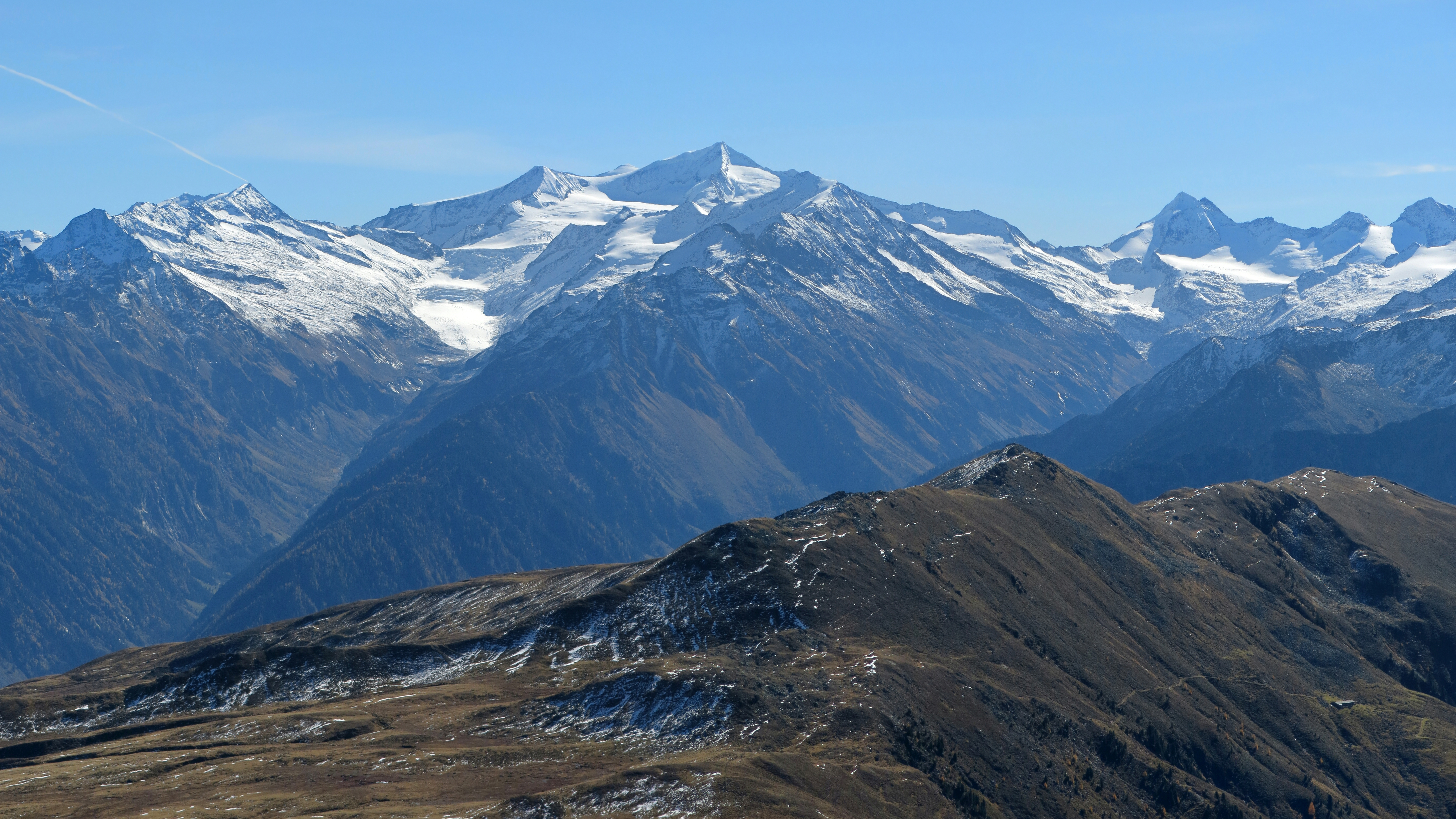
El Großvenediger visto desde el norte

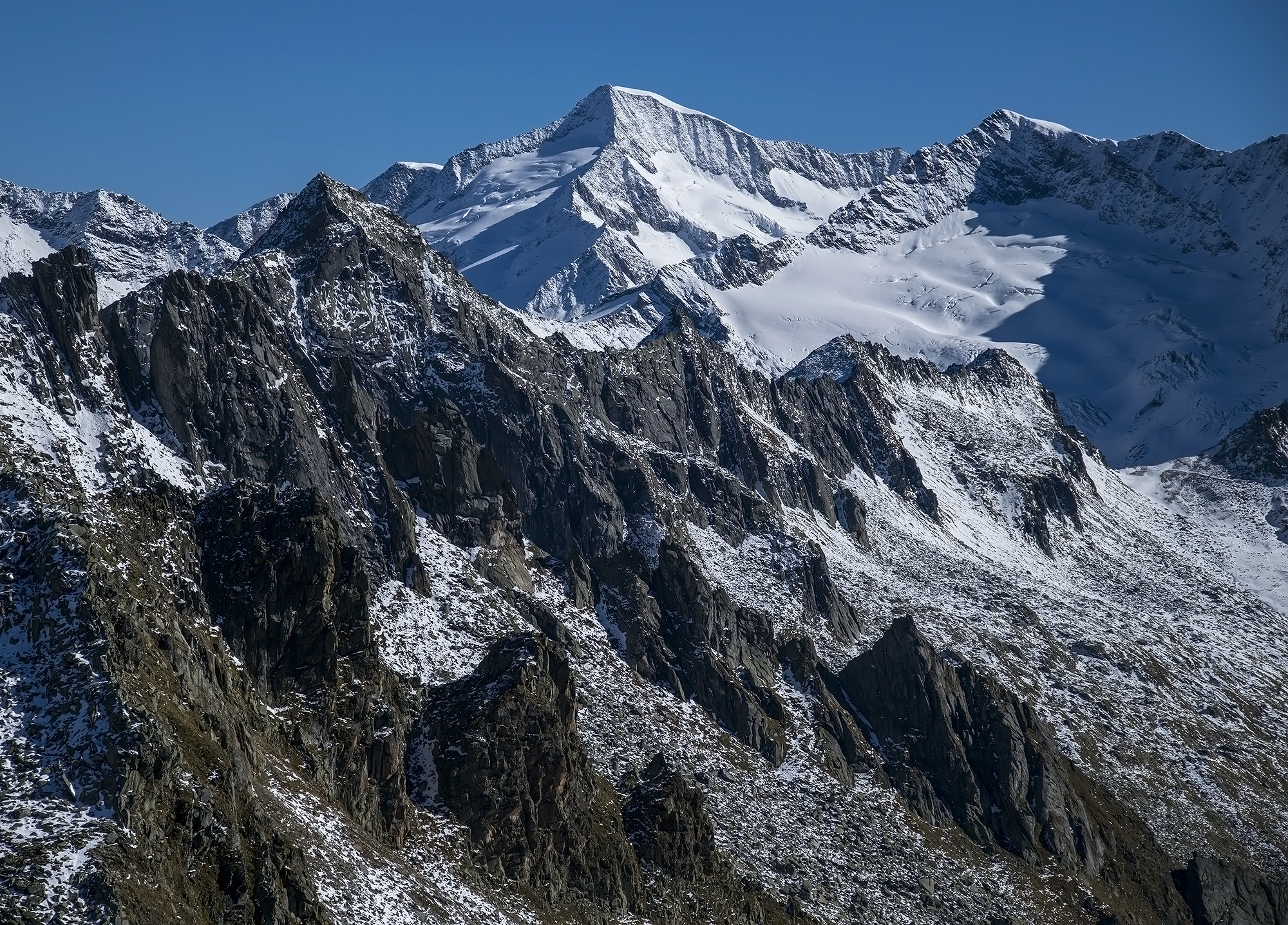
El Großvenediger visto desde el oeste, desde el Parco Naturale Vedrette di Ries-Aurina

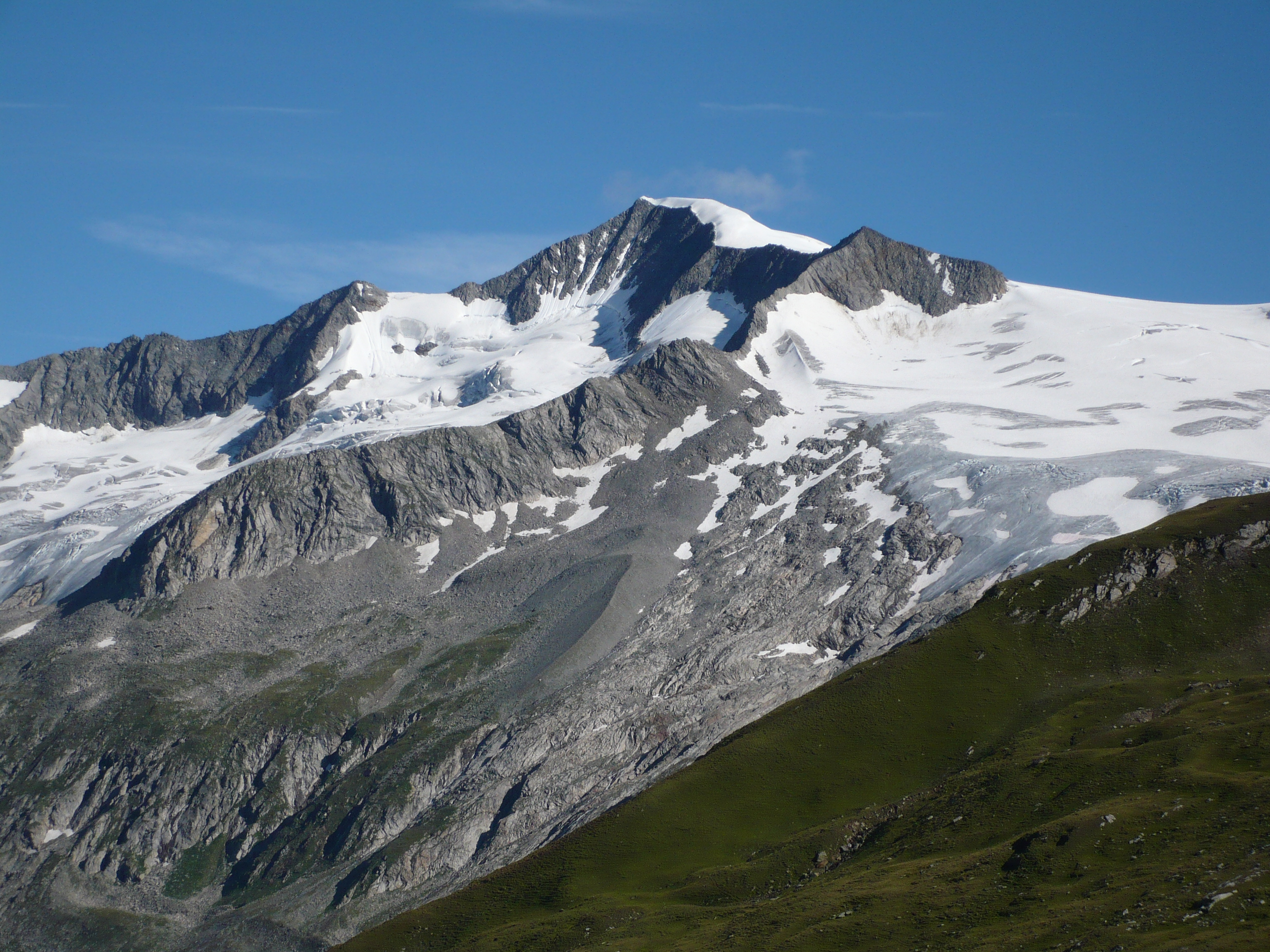
Vista lejana desde el sur

A principios del siglo XIX se hicieron varios intentos de alcanzar la cumbre del Großvenediger, después de la primera ascensión del cercano Großglockner en 1800. El 9 de agosto de 1828, una expedición de 17 hombres, incluyendo al archiduque de Habsburgo Juan de Austria, fracasó en su intento de escalar el Großvenediger debido a una avalancha. 
No fue hasta el 3 de septiembre de 1841, cuarenta años después de la primera ascensión del Großglockner, que un equipo dirigido por Josef Schwab hizo el primer intento exitoso en la cumbre del Großvenediger, comenzando en el pie norte de Neukirchen en el valle del Salzach, subiendo hacia el sur a lo largo del valle tributario del Obersulzbach y sobre la Stierlahnerwand. Otros miembros del equipo fueron Ignaz von Kürsinger, Paul Rohregger, Anton von Ruthner y Franz Spitaler. De los 40 participantes, sólo 26 llegaron finalmente a la cumbre, los otros se quedaron atrás por fatiga. 
Hoy en día, varios refugios de montaña sirven como base para las ascensiones a la cima, aunque el alpinismo a nivel nival puede ser peligroso en vista de las numerosas grietas.

## Rutas principales a la cumbre
Se puede llegar al Großvenediger a través de tres rutas comunes diferentes (norte, este y sur). 

### Ascenso norte
De las tres rutas diferentes, esta es la menos transitada. Comparada con las otras dos rutas principales, una parte del estado de Salzburgo en lugar de la del Tirol. El punto de partida es la Kürsingerhütte y la subida es desde el Sulzau a través del Berndlalm y el Postalm. 

### Ascenso oriental
El ascenso hacia el este lleva unas ocho horas, donde uno pone unos 2200 metros verticales detrás de él. Sin una pausa, esto podría lograrse en unas cuatro horas. Esta es una excursión alpina de dificultad ligera a media. 
El punto de partida aquí es el Matreier Tauernhaus. Desde allí se marcha por un camino de grava hacia Innergschlöß hasta el Venedigerhaus (1691 m). Después de media hora hacia el final del valle, sigue una subida empinada y muy dura. La ruta serpentea entonces hacia el nuevo refugio de Prager (2796 m). La ruta sigue entonces el glaciar hacia el oeste, donde se requiere una precaución extra debido a las grietas. El ascenso final se hace muy empinado y la ruta va a la cima de la cresta, que se va haciendo cada vez más estrecha.

### Ascenso sur
El ascenso desde el Defreggerhaus se considera uno de los más fáciles, aunque no debe subestimarse el riesgo de grietas y el estrecho cruce de la cresta hasta la cumbre. Debido a la relativamente "fácil" ascensión, esta es la más popular de las tres rutas comunes. 
Partiendo de la Defreggerhaus, la ruta va hacia el norte a lo largo de la 'Moränenrückens' hasta el 'Mullwitzaderl'. Sigue una pendiente hasta el Rainertörl, continuando hacia el sur por debajo del Rainerhorn y subiendo un poco más hasta el Rainertörl (3421 m). El camino conduce al noroeste, subiendo ligeramente hasta la empinada subida del "Venediger" y finalmente alcanza el rellano ancho y la estrecha cresta hasta la cima. 
Las tres rutas de subida al Großvenediger no son técnicamente difíciles, pero los elementos más altos suponen un riesgo, ya que conducen a través de un terreno glaciar lleno de grietas. Dependiendo de las condiciones, estas son a veces difíciles de reconocer y también son un peligro en las excursiones de esquí. 